# NGC 2065
NGC 2065 (другое обозначение — ESO 57-SC2) — рассеянное скопление в созвездии Столовая Гора.
Этот объект входит в число перечисленных в оригинальной редакции «Нового общего каталога».
В декабре 1982 года группой учёных была проведена фотоэлектрическая и фотографическая фотометрия NGC 2065 и NGC 2058 с целью получить диаграмму цвет-величина для скоплений и тем самым определить их возраст. У обоих скоплений возраст оказался равным 120 миллионам лет. Также было выяснено, что звёзды поля скоплений состоят из населения такого же возраста, что и сами скопления, а также из более старой популяции возрастом около 1 миллиарда лет.